# Henri Villat
Henri Villat   (4t districte de París, 24 de desembre de 1879 - 13è districte de París, 19 de març de 1972) va ser un matemàtic francès.
Després de fer els estudis secundaris al Lycée Malherbe de Caen, va ingressar a l'École Normale Supérieure el 1899 on va obtenir l'agrègation (la graduació) en ciències matemàtiques el 1902. Els cursos següents va ser professor de matemàtiques especials al lycée de Caen fins que el 1906 va ser nomenat professor de la universitat de Caen. A continuació, el 1911, va ser professor de la universitat de Montpeller, en la qual, al mateix temps va defensar la seva tesi doctoral sobre hidrodinàmica.
El 1919 va passar a ser professor de mecànica racional a la universitat d'Estrasburg en la qual va romandre fins al 1925, any en què va ser nomenat professor de mecànica de fluids a la universitat de París i director de l’Institut de Mecànica de Fluids. A partir de 1930 també va donar classes l'École Normale Supérieure d'Aéronautique.
Va ser editor i director de les revistes Journal de mathématiques pures et appliquées i Nouvelles annales de mathématiques. A més, va publicar poemes amb un pseudònim desconegut i va ser un virtuós violoncel·lista.
En el període d'entreguerres, Villat va ser l'autèntic líder dels estudis de la mecànica de fluids a França, gaudint d'una relació privilegiada, tan científica com personal, amb el matemàtic italià Tullio Levi-Civita. Paradoxalment, els seus estudis teòrics de les ones i dels vòrtex, cada cop tenien menys aplicacions pràctiques i el seu èxit es va anar desinflant.